# Philippe Albert
Philippe Albert (ur. 10 sierpnia 1967 w Bouillon) – były belgijski piłkarz grający na pozycji środkowego obrońcy.

## Kariera klubowa
Karierę piłkarską Albert rozpoczął w klubie Royal Charleroi. W sezonie 1985/1986 zadebiutował w jego barwach w pierwszej lidze belgijskiej, a w kolejnym był już podstawowym zawodnikiem tego zespołu. W Charleroi grał do końca sezonu 1988/1989, ale nie odniósł większych sukcesów. Następnie odszedł do ówczesnego mistrza Belgii, KV Mechelen. Tam podobnie, jak w zespole z Charleroi, grał w pierwszym składzie. W Mechelen spędził trzy sezony, po czym w 1992 roku, po zdobyciu Złotego Buta, przeszedł do stołecznego Anderlechtu. W 1993 roku wywalczył z Anderlechtem swój pierwszy w karierze tytuł mistrza Belgii. Z kolei w sezonie 1993/1994 zadebiutował w rozgrywkach Ligi Mistrzów, a następnie obronił mistrzostwo kraju. Zdobył też z „Fiołkami” Puchar Belgii.
Latem 1994 roku Albert odszedł z Anderlechtu i za 2,6 miliona funtów został sprzedany do angielskiego Newcastle United, prowadzonego przez menedżera Kevina Keegana. W dniu swoich 27 urodzin, czyli 10 sierpnia, podpisał kontrakt ze „Srokami” i na tę okazję wybrał numer 27. W Premiership Belg zadebiutował 21 sierpnia w wygranym 3:1 wyjazdowym meczu z Leicester City. W Newcastle był podstawowym zawodnikiem, jednak w niemal każdym sezonie leczył kontuzję. W sezonie 1995/1996 był bliski wywalczenia mistrzostwa Anglii, jednak w ostatnich kolejkach „Sroki” straciły przewagę nad Manchesterem United i to „Czerwone Diabły” świętowały wywalczenie tytułu. W 1997 roku Newcastle znów zakończyło sezon na 2. miejscu za Manchesterem, a Albert był jednym z bohaterów spotkania między tymi drużynami, rozegranego na St James’ Park, które Newcastle wygrało aż 5:0. W 86. minucie meczu strzelił gola Peterowi Schmeichelowi strzałem z około 35 metrów. W 1998 roku dotarł z Newcastle do finału Pucharu Anglii, ale jego zespół uległ 0:2 Arsenalowi. W sezonie 1998/1999, gdy menedżerem Newcastle został Ruud Gullit, Albert rozegrał zaledwie 7 spotkań i zimą został wypożyczony do grającego w Division Two, Fulham F.C. i przyczynił się do jego awansu do Division One.
Latem 1999 roku Albert wrócił do Belgii, do swojego pierwotnego klubu Royal Charleroi. Tam spędził sezon i po rozegraniu 13 meczów zdecydował się zakończyć piłkarską karierę. Liczył sobie wówczas niespełna 33 lata.
| Sezon   | Klub             | Kraj   | Rozgrywki     | Mecze | Bramki |
| ------- | ---------------- | ------ | ------------- | ----- | ------ |
| 1985/86 | Royal Charleroi  | Belgia | Eerste Klasse | 5     | 0      |
| 1986/87 | Royal Charleroi  | Belgia | Eerste Klasse | 27    | 2      |
| 1987/88 | Royal Charleroi  | Belgia | Eerste Klasse | 32    | 5      |
| 1988/89 | Royal Charleroi  | Belgia | Eerste Klasse | 33    | 2      |
| 1989/90 | KV Mechelen      | Belgia | Eerste Klasse | 22    | 0      |
| 1990/91 | KV Mechelen      | Belgia | Eerste Klasse | 32    | 4      |
| 1991/92 | KV Mechelen      | Belgia | Eerste Klasse | 33    | 2      |
| 1992/93 | RSC Anderlecht   | Belgia | Eerste Klasse | 25    | 5      |
| 1993/94 | RSC Anderlecht   | Belgia | Eerste Klasse | 25    | 4      |
| 1994/95 | Newcastle United | Anglia | Premiership   | 17    | 2      |
| 1995/96 | Newcastle United | Anglia | Premiership   | 23    | 4      |
| 1996/97 | Newcastle United | Anglia | Premiership   | 27    | 2      |
| 1997/98 | Newcastle United | Anglia | Premiership   | 23    | 0      |
| 1998/99 | Newcastle United | Anglia | Premiership   | 7     | 0      |
| 1998/99 | Fulham F.C.      | Anglia | Division Two  | 13    | 2      |
| 1999/00 | Royal Charleroi  | Belgia | Eerste Klasse | 13    | 1      |

## Kariera reprezentacyjna
W reprezentacji Belgii Albert zadebiutował 29 kwietnia 1987 roku w meczu eliminacji do Euro 88 zremisowanym 0:0 z Irlandią. W 1990 roku został powołany przez selekcjonera Guya Thysa do kadry na Mistrzostwa Świata we Włoszech. Tam zaliczył jeden mecz: grupowy z Hiszpanią (1:2). Swój drugi i ostatni mundial Albert zaliczył w 1994 w USA. Tam zagrał czterokrotnie: z Marokiem (1:0), z Holandią (1:0 i zwycięski gol w 65. minucie), i w 1/8 finału z Niemcami (2:3 i gol w 90. minucie meczu). W 1997 roku zakończył reprezentacyjną karierę. W drużynie narodowej wystąpił łącznie 41 razy i strzelił 5 bramek.